# Two Thrones
Two Thrones là trò chơi máy tính thuộc thể loại chiến lược lớn thời gian thực được phát triển và phát hành bởi hãng Paradox Entertainment. Game là phần tiếp theo của phiên bản quốc tế của trò Svea Rike III, Europa Universalis: Crown of the North.